# 7. Prinz Eugen önkéntes SS-hegyihadosztály
A 7. Prinz Eugen önkéntes SS-hegyihadosztály (németül: 7. SS-Freiwilligen-Gebirgs-Division „Prinz Eugen“) a Waffen-SS egyik, elsősorban bánáti, romániai és horvátországi németekből álló hadosztálya volt. Az egység, amely 1942. tavaszán alakult meg, és 1945. május 12-én tette le a fegyvert, elsősorban a jugoszláviai lakossággal szembeni háborús bűnei miatt vált hírhedtté. A hadosztály Savoyai Jenő német-római császári hadvezérnek a nevét viselte.

## Története

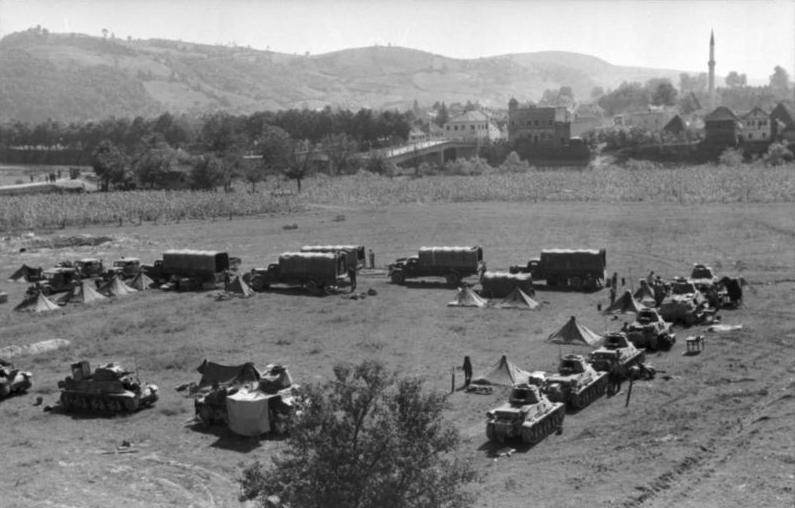
A hadosztály járműveinek egy csoportja egy boszniai kisváros mellett táborozik.

Werner Lorenz a Volksdeutsche Mittelstelle (VoMi) vezetőjének követelésére a Birodalmi Külügyminisztérium és az OKW (Oberkommando der Wehrmacht) támogatásával 1941. április 15-én minden német származású jugoszláv hadifoglyot szabadon engedtek. A németek kiszabadulásuk után jelentkezhettek a Waffen-SS állományába. Még ebben a hónapban Paul Hausser, a „Das Reich” SS-hadosztály parancsnoka négy toborzóirodát állíttatott fel a jugoszláviai németek SS-felelőse, Gustav Halwax SS-Untersturmführer felügyelete alatt, önkénteseket verbuválni a bánsági német ajkú lakosság köréből. Az önkénteseket a „Das Reich” (A Birodalom) hadosztály keretein belül képezték ki.
Sepp Janko Volksgruppenführer, a népi németek vezetője először 1941. november 6-án Berlinben vetette fel Himmler előtt egy bánáti német ajkú Honi Véderő felállításának ötletét. December végén Hitler jóváhagyta a Volksdeutsche egységek felállításának tervét Szerbia területére. A „Prinz Eugen” hadosztály szervezése során tudatosan fordultak a császári területszerző politika tradíciói felé. A hadosztály első parancsnokának, Artur Phleps Gruppenführernek javaslatára Savoyai Jenő, a Német-római Birodalom legsikeresebb balkáni hadvezére után a hadosztály hivatalos megnevezésére a „7. SS Freiwilligen-Gebirgs-Divison „Prinz Eugen” nevet választották. Savoyai Jenő Főhercegre a német ajkú népek körében a Német-római Birodalom megmentőjeként emlékeznek, aki a 17-18. században először sikeresen megállította a muzulmán Török Birodalom terjeszkedését, majd kiűzte őket a Balkánról, ezzel lehetővé téve a német bevándorlók letelepedését. A későbbi parancsnok, Otto Kumm beszédeiben hadosztályára, mint a "több száz éves határvédelmi tradíciók örököse és továbbéltetője" hivatkozott. Artur Phleps kinevezése is tudatos választás volt: a kiváló képességű, erdélyi származású katonatiszt parancsnokként komoly népszerűségnek örvendett a német nemzeti szocialisták körében, a hadosztály másik toborzó bázisa, a Bánság romániai részén és a németek által megszállt szerbiai Bánságban volt.A „Prinz Eugen” hadosztály felállításával Himmler először lazított a „kiválasztott faj legjobbjainak” és röviddel később az „önkéntességnek” rendkívül szigorú alapkoncepcióján. Szervezésének első fázisában (1942 tavasza) a divízió hivatalosan a „7. önkéntes SS-hegyihadosztály” nevet kapta és, bár azt megőrizte a későbbiek során is, állományát rövidesen területi sorozások útján töltötték fel, a besorozott román állampolgárok mentesültek a román hadkötelezettség alól. 1942 áprilisáig még 10.000-15.000 bánáti önkéntesről szóltak a jelentések, de 1944 januárjára már 22.000 romániai és szerbiai bánáti németet soroztak be; több mint 90%-uk a Prince Eugen SS hadosztályban szolgált. A besorozottak száma nem volt elegendő, ezért Horvátországban, a Bácska magyar részén és a Bánság romániai részén is megkezdődött az önkéntesek toborzása. A román toborzás megakadt, elsősorban azért, mert Románia 1944 augusztusa után „nem adta oda” a német ajkú férfilakosságát Himmlernek. Románia német lakosságának 17 és 45 év közötti férfi tagjait 1945 februárjától a Szovjetunióba deportálták 5 évre.
A hadosztály működési területe az első bevetéstől egészen a háború végéig kizárólag a Balkánra, a romániai és szerbiai Bánságra koncentrálódott. 1944 végén több hétig ellenálltak a Szovjet hadsereggel szemben. A németek által megszállt Magyarországra mentek, ahol hadba állították a 18 éves újoncokat is. Harcoltak még Szerbia, Bosznia-Hercegovina, Montenegró és Horvátország területein is. A nagy hadjáratok közötti időszakokban a hadosztály feladata elsősorban a partizánokkal szembeni hadviselés maradt, ritkább esetben hadosztály szinten, leggyakrabban század vagy zászlóaljnyi harcegységekkel de a lakossággal véres összecsapásokra is sor került.
A hadosztály menekülése során, az utolsó csapatok 1945 január közepén lépték át a magyar-horvát határt és súlyos harcok árán májusban érték el Ausztria területét. Az utolsó parancsnok, August Schmidhuber csak négy nappal a német kapituláció után, 1945. május 12-én tette le a fegyvert, miközben katonái kétségbeesett erőfeszítéseket tettek a menekülésre nyugat felé. A hadosztály legnagyobb része azonban a Szovjet hadsereg és a partizánok fogságába esett. Május 22-én Brezenice mellett a szerbek közel 2000 német hadifoglyot gyilkoltak le. A többi besorozottra, az önkéntes svábokra és a helyben maradt nyugat-bánáti védtelen lakosságra fegyveres szabadcsapatok vagy partizánok támadta. A sok ezer civil halott sorsa azóta sem képezi független vizsgálatok tárgyát.

## Háborús bűncselekmények
A második világháború befejeződése utáni vizsgálatok megállapították, hogy a hadosztály katonái számos háborús bűncselekményben voltak vétkesek.
Ezek közül is kiemelkedik az az eset, amikor 1944. március 28-án a hadosztály Knin térségében több falu teljes lakosságát lemészárolta. Az eseményeket a horvát hadügyminisztérium megbízásából Franjo Šimić tábornok vizsgálta ki, és jelentésében leírta, hogy a hadosztály 22 helységet megsemmisített és mintegy 1000 embert megölt. A jelentés szerint az érintett falvak lakosait az SS-katonák a házakba terelték, az ablakon keresztül gépfegyverrel belőttek, majd némi fosztogatás után a házakat a bennük lévő holttestekkel együtt felgyújtották. A délkelet-európai harcokban háborús bűnöket elkövetett tábornokok felelősségre vonására lefolytatott 7. nürnbergi perben megállapítást nyert, hogy az 1944. március 28-i incidensben 22 faluban 2014 civilt – férfiakat, nőket, gyerekeket – öltek meg a hadosztály katonái.

## A hadosztály összetétele
Egy 1944. február 20-án készült jelentés alapján, amely a hadosztály személyi állományának összetételéről számolt be a származási országok szerint:
- 8,5% birodalmi német
- 53,6% bánáti és szerbiai népi német (sváb)
- 21,3% romániai népi német (sváb)
- 11,2% horvátországi népi német (sváb)
- 2,92% szlovákiai népi német (sváb)
- 2,57% magyarországi népi német (sváb)
- 0,006% egyéb országokból származó népi németek (svábok)

A hadosztály állománya ebben az időpontban: 392 tiszt, 1901 altiszt, 18 985 közlegény, illetve 1381 ellátó személy; összlétszám: 22 659.

## A hadosztály tagolása
- 13. Artur Phleps önkéntes SS-hegyivadászezred
- 14. Skanderbeg önkéntes SS-hegyivadászezred
- 7. önkéntes SS-hegyitüzérezred

## Parancsnokok
- 1942. január 30. – 1943. május 15.: Artur Phleps, SS-Gruppenführer, a Waffen SS vezérőrnagya
- 1943. május 15. – 1944. január 30.: Karl Reichsritter von Oberkampf, SS-Brigadeführer, a Waffen SS vezérőrnagya
- 1944. január 30. – 1945. január 20.: Otto Kumm, SS-Brigadeführer, a Waffen SS vezérőrnagya
- 1945. január 20. – 1945. május 12.: August Schmidhuber, SS-Brigadeführer, a Waffen SS vezérőrnagya

## Fordítás
- Ez a szócikk részben vagy egészben  a(z)   7. SS-Freiwilligen-Gebirgs-Division „Prinz Eugen“ című német Wikipédia-szócikk fordításán alapul.  Az eredeti cikk szerkesztőit annak laptörténete sorolja fel. Ez a jelzés csupán a megfogalmazás eredetét és a szerzői jogokat jelzi, nem szolgál a cikkben szereplő információk forrásmegjelöléseként.